# Heliophanus lawrencei
Heliophanus lawrencei är en spindelart som beskrevs av  1986. Heliophanus lawrencei ingår i släktet Heliophanus och familjen hoppspindlar. Inga underarter finns listade i Catalogue of Life.